# 菲律賓胡頹子
菲律賓胡頹子（学名：Elaeagnus triflora）为胡頹子科胡頹子屬下的一个种。

## 扩展阅读
- 維基物種上的相關：菲律賓胡頹子